# Département de La Paz (Honduras)
Pour les articles homonymes, voir Département de La Paz.
Le département de La Paz (en espagnol : Departamento de La Paz) est un des 18 départements du Honduras.

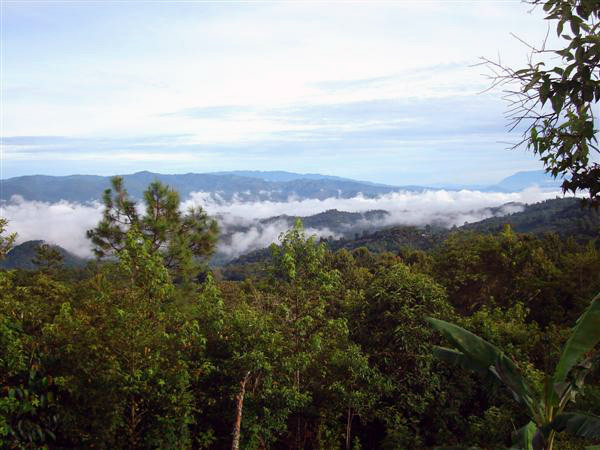

## Histoire
Le département a été créé en 1869, par démembrement partiel du département de Comayagua.

## Géographie
Le département de La Paz est limitrophe :
- au nord, des départements d'Intibucá et de Comayagua,
- à l'est, des départements de Comayagua et de Francisco Morazán,
- au sud, du département de Valle et de la république du Salvador,
- à l'ouest, du département d'Intibucá.

Il a une superficie de 2 331 km2.

## Subdivisions
Le département comprend 19 municipalités :
- Aguanqueterique
- Cabañas
- Cane
- Chinacla
- Guajiquiro
- La Paz, chef-lieu (en espagnol : Cabecera)
- Lauterique
- Marcala
- Mercedes de Oriente
- Opatoro
- San Antonio del Norte
- San José
- San Juan
- San Pedro de Tutule
- Santa Ana
- Santa Elena
- Santa María
- Santiago de Puringla
- Yarula

## Démographie
La population s'élève à 198 926 habitants au recensement de 2013.
La densité de population du département est de 85 hab./km2.